# Breiavatnet
Der Breiavatnet ist ein See in der norwegischen Kommune Stavanger in der Provinz Rogaland.
Der See liegt im Stadtzentrum von Stavanger, etwas südlich des Hafens Vågen. Er erstreckt sich in Nord-Süd- und West-Ost-Richtung jeweils über etwa 200 Meter. Im östlichen Teil des Sees liegt eine kleine Insel. Etwa in der Mitte wird eine Fontäne betrieben. Umgeben ist der See vom Stadtpark Stavangers. Am Nordufer befindet sich der Gebäudekomplexe Kongsgård und die Skulptur Andemor.
Das Recht zum Angeln im See steht ausschließlich dem Rektor der Kathedralschule Stavanger zu.